# Bima (Sprache)
Bima ist eine auf der Osthälfte von Sumbawa gesprochene Sprache. Sie gehört zu den zentral-ost-malayo-polynesischen Sprachen der malayo-polynesischen Sprachen innerhalb der austronesischen Sprachen. Sie ist eng verwandt mit den Sprachen auf Sumba.